# Губанчики
Губанчики (лат. Labroides) — род лучепёрых рыб семейства губановых. Длина тела представителей различных видов от 9 до 15 см. Распространены в Индийском и Тихом океанах. Представители этого рода являются чистильщиками, очищающими крупных рыб от паразитов.

## Виды
В составе рода выделяют следующие виды:
- Labroides bicolor Fowler & B. A. Bean, 1928
- Labroides dimidiatus (Valenciennes, 1839) typus
- Labroides pectoralis J. E. Randall & V. G. Springer, 1975
- Labroides phthirophagus J. E. Randall, 1958
- Labroides rubrolabiatus J. E. Randall, 1958